# Aberdeen (Saskatchewan)
Aberdeen – miasto leżące w centralnej części prowincji Saskatchewan w Kanadzie.
- Powierzchnia: 1,95 km²
- Ludność: 527 (2006)